# Hidrodinamika
A hidrodinamika a hidromechanika részeként a folyadékok mozgásával, áramlásával foglalkozó tudomány. A hidrodinamika törvényszerűségei, módszerei a gázok áramlására is alkalmazhatók, ha áramlási sebességük a hangsebességnél kisebb. A hidrodinamikának ezt a részét aerodinamikának nevezik. 
A hidrodinamika alapján a folyadék mozgását a Lagrange- vagy Euler-módszer szerint írják le. A hidrodinamika alapegyenletei az Euler-féle mozgásegyenletek; viszkózus folyadékokra is érvényes változataik a Navier—Stokes-egyenletek.
A hidrodinamika alkalmazási területei közé többek között olyanok tartoznak, mint például: repülőgépeken ébredő erők és nyomatékok kiszámítása, üzemanyag térfogatáramlásának kiszámítása csővezetéken, időjárási mintázat előrejelzése, a csillagközi térben lévő ködök vizsgálata, nukleáris fegyver robbanásának modellezése.

## A hidrodinamika alaptörvényei
A hidrodinamika alapvető törvényei a megmaradási törvények: a tömegmegmaradás törvénye, az impulzusmegmaradás törvénye (más kifejezéssel: a lendületmegmaradás törvénye; Newton második törvénye), az energiamegmaradás törvénye (a termodinamika első törvénye).